# If You Have to Ask
If You Have to Ask е сингъл на американската фънк рок група Ред Хот Чили Пепърс. Това е втората песен от супер успешния Blood Sugar Sex Magik.
Видеоклипът към песента е създаден чрез кадри от изпълнения на живо на групата. В края на песента Джон Фрушанте свири соло и бандата и екипът към песента го аплодират. Не са правени опити песента да бъде презаписвана без аплодисментите.